# Hanceville
Hanceville is een plaats (city) in de Amerikaanse staat Alabama, en valt bestuurlijk gezien onder Cullman County.

## Demografie
Bij de volkstelling in 2000 werd het aantal inwoners vastgesteld op 2951.
In 2006 is het aantal inwoners door het United States Census Bureau geschat op 3222, een stijging van 271 (9,2%).

## Geografie
Volgens het United States Census Bureau beslaat de plaats een oppervlakte van
10,6 km², geheel bestaande uit land. Hanceville ligt op ongeveer 196 m boven zeeniveau.

## Plaatsen in de nabije omgeving
De onderstaande figuur toont de plaatsen in een straal van 16 km rond Hanceville.

## Geboren
- Candi Staton (1940), zangeres